# (15133) Sullivan
(15133) Sullivan (2000 EB91) – planetoida z pasa głównego asteroid okrążająca Słońce w ciągu 3,3 lat w średniej odległości 2,22 j.a. Odkryta 9 marca 2000 roku.